# Centrosema latidens
Centrosema latidens är en ärtväxtart som beskrevs av Ellsworth Paine Killip och James Francis Macbride. Centrosema latidens ingår i släktet Centrosema och familjen ärtväxter. Inga underarter finns listade i Catalogue of Life.